# Penestomus prendinii
Espèce
Penestomus prendinii est une espèce d'araignées aranéomorphes de la famille des Penestomidae.

## Distribution
Cette espèce est endémique du Cap-Occidental en Afrique du Sud,. Elle se rencontre vers Nelspoort.

## Description
La femelle holotype mesure 5,7 mm.

## Systématique et taxinomie
Cette espèce a été décrite par Miller, Griswold et Haddad en 2010.

## Étymologie
Cette espèce est nommée en l'honneur de Lorenzo Prendini.

## Publication originale
- Miller, Griswold & Haddad, 2010 : « Taxonomic revision of the spider family Penestomidae (Araneae, Entelegynae). » Zootaxa, no 2534, p. 1–36 (texte intégral).